# Epinephelus malabaricus
Epinephelus malabaricus is een straalvinnige vissensoort uit de familie van zaag- of zeebaarzen (Serranidae). De wetenschappelijke naam van de soort werd voor het eerst geldig gepubliceerd in 1801 door Bloch & Schneider.
De soort staat op de Rode Lijst van de IUCN als Gevoelig, beoordelingsjaar 2006. De omvang van de populatie is volgens de IUCN dalend.